# Гусовский, Сергей Владимирович
Сергей Владимирович Гусовский (1915—1983) — советский хозяйственно-промышленный деятель, генеральный директор киевского завода «Арсенал», кандидат технических наук (1971), Герой Социалистического Труда (1975).

## Биография
Родился 22 февраля 1915 года в городе Радомышле Житомирской области.
В 1928 году семья переехала в село Веприн Радомышльского района, где в 1930 году он начал свою трудовую деятельность. В 1932 году вступил на Киевский машиностроительный рабфак, по окончании которого в период с 1933 по 1938 годы учился в Киевском политехническом институте, по окончании института получил специальность инженер-механик.
С 1938 года начал работать на Киевском заводе «Арсенал» инженером отдела технического контроля, а затем начальником сектора, начальником смены, помощником начальника цеха, заместителем начальника цеха. На этой должности его застала Великая Отечественная война. В июле 1941 года начались работы по демонтажу оборудования и эвакуация завода, в которых С. В. Гусовский принимал непосредственное участие. Его назначают начальником одного из эшелонов, который через шесть дней прибыл в конечный пункт, г. Воткинск. Вместе с оборудованием на новое место переехали 2500 рабочих, инженерно-технических работников и служащих. Через три дня по прибытии в Воткинск заработал механический цех численностью свыше 1200 человек, руководителем которого стал С. В. Гусовский; завод начал выпускать продукцию для фронта.
С 1942 года работал в СКБ г. Коломна начальником технологического отдела. С 1943 года — главный инженер СКБ Наркомата вооружения.
В 1949 году переведён на киевский завод «Арсенал», где работал вначале заместителем начальника механического цеха, затем (до 1951 года) — начальником цеха, в 1951—1952 годах — начальником планово-производственного отдела, а в 1952—1955 годах — начальником металлографической лаборатории.

В октябре 1955 года С. В. Гусовский назначен заместителем начальника Центрального Конструкторского Бюро завода «Арсенал» и, одновременно, начальником КБ-6 и Главным конструктором по серийному производству.

В 1961—1962 годах — заместитель Главного инженера завода, в 1962—1966 годах — начальник Центрального Конструкторского Бюро.

В 1966 году Приказом Министра оборонной промышленности СССР С. В. Гусовский назначен директором завода «Арсенал».

В 1975 году завод преобразован в производственное объединение «Завод „Арсенал“», а С. В. Гусовский становится его Генеральным Директором.
Вклад С. В. Гусовского в историю и развитие «Арсенала» неотделим от освоения производства первых авиационных прицелов и инфракрасных приборов, лазерной техники и систем азимутальной ориентации ракет, приборов космической техники и гидрооптики, а также фотоаппаратов и другого.
На протяжении многих лет неоднократно избирался на должности в Печерском районе и в г. Киеве, был депутатом Киевского городского Совета народных депутатов и Верховного Совета УССР.
Жил С. В. Гусовский в Киеве. Умер 30 октября 1983 года. Похоронен на Байковом кладбище.

## Память

Могила С. В. Гусовского, Героя Социалистического Труда на Байковом кладбище в Киеве (скульптор В. И. Зноба, архитектор О. К. Стукалов)

- Имя Гусовского С. В. занесено в Украинскую Советскую энциклопедию.
- В 1985 году в Киеве в его честь названа улица на Печерске[2].
- В 2002 году на доме № 1 улицы Гусовского установлена мемориальная доска[3], автор Крылов Борис. Памятная доска находится и на территории завода «Арсенал».[4][5]

## Награды
- Герой Социалистического Труда.
- Награждён тремя орденами Ленина, двумя орденами Красной Звезды, многими медалями.
- Государственная премия СССР (1970).
- Ленинская премия (1982).